# Giuseppe Colombo (calciatore)
Giuseppe Colombo (Dormelletto, 9 gennaio 1966) è un ex calciatore italiano, di ruolo difensore.

## Carriera
Terzino-Mediano, ha giocato 12 partite in Serie A con la maglia del Lecce, debuttando in massima serie il 10 novembre 1985 nella sconfitta per 2-0 sul campo della Sampdoria.
In Serie B ha vestito le maglie dello stesso Lecce e del Barletta in cui non ha trovato spazio a causa di un infortunio.
Ha giocato anche con Solbiatese in Interregionale, e in C con Pro Patria, SPAL, Juventus Domo, Suzzara e Novara.
Chiude la carriera nei campionati regionali di Eccellenza, in provincia di Novara. 
Nel 2001 ottiene il patentino di allenatore B-UEFA. Nella stagione 2001-2002 allena nel settore giovanile dell'Oleggio Sportiva, per passare poi fino al 2005 a quello della Pro Patria. Da settembre 2010 è agente di calciatori con licenza FIGC.